# Новгородське віче
Новгородське віче — (від староцерк.-слов. вѣтъ — «рада») — своєрідна форма державного правління (законодавча влада) в Новгородській республіці. Новгородське віче проіснувало понад шість століть — до 1478 року, переживши віча в інших східнослов'янських землях.

## Передумови появи
Новгород не зазнавав повною мірою характерної для Русі княжої влади. Це створило сприятливі можливості для розвитку демократичних форм управління, в тому числі — і успадкованих від додержавного періоду розвитку. Однією з них і було новгородське віче.

## Місце проведення
Як правило, на загальноміське віче містяни збиралися в строго визначеному місці. У Новгороді і в Києві — біля Софійських соборів.
У разі серйозних розбіжностей, частина містян незадоволених прийнятим рішенням, збиралася в іншому місці. У Новгороді, таке альтернативне віче скликалося на Ярославовому дворищі, на Торговій стороні.